# 가산 집합
가산 집합(可算集合, countable set)은 자연수의 집합으로의 단사 함수가 존재하는 집합을 말한다. 가령 짝수의 집합은 무한집합이지만 각 짝수는 자연수에 순서대로 1:1 대응이 가능하므로 가산(셀 수있다)집합이다.
가산집합이 아닌 집합을 비가산 집합(非可算集合, uncountable set)이라 한다. 자연수, 정수, 유리수의 집합은 가산집합이고, 실수의 집합은 비가산집합이다. 칸토어 집합은 비가산 무한집합이다.
어떤 집합이 가산 집합인 경우, 그 집합(의 원소의 개수)을 셀 수 있다 혹은 가산 개의 원소가 있다고 정의한다.
일반적으로 가산 집합에는 유한 집합이 포함되지만, 유한 집합을 제외하고 셀 수 있는 무한 집합만을 가리키는 경우도 있다. 앞의 경우는 가산 이하(at most countable)라는 표현을, 뒤의 의미에 대해 가산 무한(countable infinite)이나 가부번 집합(可附番集合, denumerable set)이라고 표현한다. 엄밀히는 유한 집합(가산 이하)은 자연수 집합으로 단사 함수가 존재하나 원소의 개수가 유한한 집합을 말하며, 가부번 집합은 자연수 집합으로 전단사 함수가 존재하는 집합을 말한다.

## 예
- 자연수, 정수, 유리수의 집합은 가산 집합이다.
- 실수의 집합, 자연수의 멱집합, 무리수의 집합은 비가산 집합이며 비가부번 집합이다. 이것은 대각선 논법이나 범주정리, 실수의 연속성 등으로 증명할 수 있다.

## 성질
가산 개의 가산 집합의 합집합은 가산 집합이다.

## 같이 보기
- 알레프 수
- 셈
- 힐베르트 호텔